# Dialytrichia cancellata
Dialytrichia cancellata là một loài Rêu trong họ Pottiaceae. Loài này được (Müll. Hal.) Kindb. mô tả khoa học đầu tiên năm 1897.